# Атанов, Игорь Викторович
Игорь Викторович Атанов (род. 26 сентября 1964 года) — советский спортсмен (хоккей на траве).

## Карьера
В 1983—1988 годах играл в алма-атинском «Динамо», в 1989—1991 — в «Динамо-2».
В чемпионате СССР провёл 173 игры, забил 40 мячей.
Шестикратный чемпион СССР (1983—1988).
Четырёхкратный обладатель Кубка СССР (1983, 1984, 1986, 1987), финалист Кубка СССР (1985).
Обладатель Кубка европейских чемпионов 1983 года.
Победитель VIII Спартакиады народов СССР (1983) в составе сборной Казахской ССР.
Пять раз включался в список 22 лучших хоккеистов года (1984—1988).
В сборной СССР в 1986—1991 годах провёл 50 игр, забил 17 мяча. Участник Олимпийских игр 1988 года, участник чемпионата мира 1986 года, чемпионатов Европы 1987 и 1991 годов. Победитель турнира «Дружба-1986».
После 1991 года выехал в итальянские клубы, где заканчивал карьеру.